# Antonio López Ortega
Pour les articles homonymes, voir Antonio López (homonymie), López et Ortega.
Antonio López Ortega est un écrivain, essayiste et éditeur vénézuélien, né à Punta Cardón (Falcón) en 1957.

## Biographie
Antonio López Ortega a créé en 1989 la maison d'édition Pequeña Venecia. Il tient une chronique dans le journal El Nacional

## Œuvres
- Cartas de relación (1982)
- Calendario (1985)
- Naturalezas menores (1991)
- Lunar (1996)
- Ajena (2001)
- Río de sangre (2005)
- Fractura y otros relatos (2006)
- El camino de la alteridad (1995)
- Discurso del subsuelo (1995)